# محسن بيات
محسن بيات (بالفارسية: محسن بیات) هو لاعب كرة قدم إيراني في مركز نصف الجناح، ولد في 18 يوليو 1984 في طهران في إيران. لعب مع نادي استقلال خوزستان ونادي بلي أكريل أصفهان لكرة القدم ونادي سباهان أصفهان ونادي شهر خودرو ونادي صبا قم.